# Lobophyllodes
Lobophyllodes là một chi bướm đêm thuộc họ Noctuidae.